# Tyvholm
Tyvholm är en ö i Danmark.   Den ligger i Frederikshavns kommun i Region Nordjylland, i den norra delen av landet, 230 km nordväst om Köpenhamn. 
Tyvholm ligger i ögruppen Hirsholmarna utanför Frederikshavn.